# GNA12
GNA12 (англ. G protein subunit alpha 12) – білок, який кодується однойменним геном, розташованим у людей на короткому плечі 7-ї хромосоми. Довжина поліпептидного ланцюга білка становить 381 амінокислот, а молекулярна маса — 44 279.
| 10         |  | 20         |  | 30         |  | 40         |  | 50         |
| ---------- |  | ---------- |  | ---------- |  | ---------- |  | ---------- |
| MSGVVRTLSR |  | CLLPAEAGGA |  | RERRAGSGAR |  | DAEREARRRS |  | RDIDALLARE |
| RRAVRRLVKI |  | LLLGAGESGK |  | STFLKQMRII |  | HGREFDQKAL |  | LEFRDTIFDN |
| ILKGSRVLVD |  | ARDKLGIPWQ |  | YSENEKHGMF |  | LMAFENKAGL |  | PVEPATFQLY |
| VPALSALWRD |  | SGIREAFSRR |  | SEFQLGESVK |  | YFLDNLDRIG |  | QLNYFPSKQD |
| ILLARKATKG |  | IVEHDFVIKK |  | IPFKMVDVGG |  | QRSQRQKWFQ |  | CFDGITSILF |
| MVSSSEYDQV |  | LMEDRRTNRL |  | VESMNIFETI |  | VNNKLFFNVS |  | IILFLNKMDL |
| LVEKVKTVSI |  | KKHFPDFRGD |  | PHRLEDVQRY |  | LVQCFDRKRR |  | NRSKPLFHHF |
| TTAIDTENVR |  | FVFHAVKDTI |  | LQENLKDIML |  | Q          |  |            |

A: Аланін

C: Цистеїн

D: Аспарагінова кислота

E: Глутамінова кислота

F: Фенілаланін

G: Гліцин

H: Гістидин

I: Ізолейцин

K: Лізин

L: Лейцин

M: Метіонін

N: Аспарагін

P: Пролін

Q: Глутамін

R: Аргінін

S: Серин

T: Треонін

V: Валін

W: Триптофан

Кодований геном білок за функцією належить до білків внутрішньоклітинного сигналінгу. 
Білок має сайт для зв'язування з нуклеотидами, іонами металів, ГТФ, іоном магнію. 
Локалізований у клітинній мембрані, цитоплазмі, мембрані.